# Pierre Janot
Pour les articles homonymes, voir Janot.
Pierre Janot est un homme politique français né en 1925 en Dordogne et mort à Paris en 1994.

## Biographie
Pierre Janot naît le 29 octobre 1925 à Sarlat, en Dordogne.
Diplômé en études politiques, il enchaîne les postes auprès de différents ministères : Économie et Finances, Agriculture, puis Équipement dont il devient le chef de cabinet du ministre en 1966. Il est adhérent de l'Union des démocrates pour la République.
Il meurt le 13 juin 1994 à Paris.

### Carrière parlementaire
Aux élections législatives de juin 1968, il est élu député dans la quatrième circonscription de la Dordogne pour la IVe législature, battant de peu (50,6 % contre 49,4 %) le député sortant Robert Lacoste qui l'avait nettement battu lors des précédentes élections de mars 1967 (62,4 % contre 37,6 %).
Il se représente en 1973 puis 1978 mais échoue dans les deux cas.

### Mandats locaux
De 1970 à 1976, il est conseiller général du canton de Belvès.
De 1971 à 1983, il est conseiller municipal de la commune de Sarlat-la-Canéda.